# Piptostigma fouryi
Piptostigma fouryi är en kirimojaväxtart som beskrevs av François Pellegrin. Piptostigma fouryi ingår i släktet Piptostigma och familjen kirimojaväxter. Inga underarter finns listade i Catalogue of Life.